# Bota (Trinkbeutel)

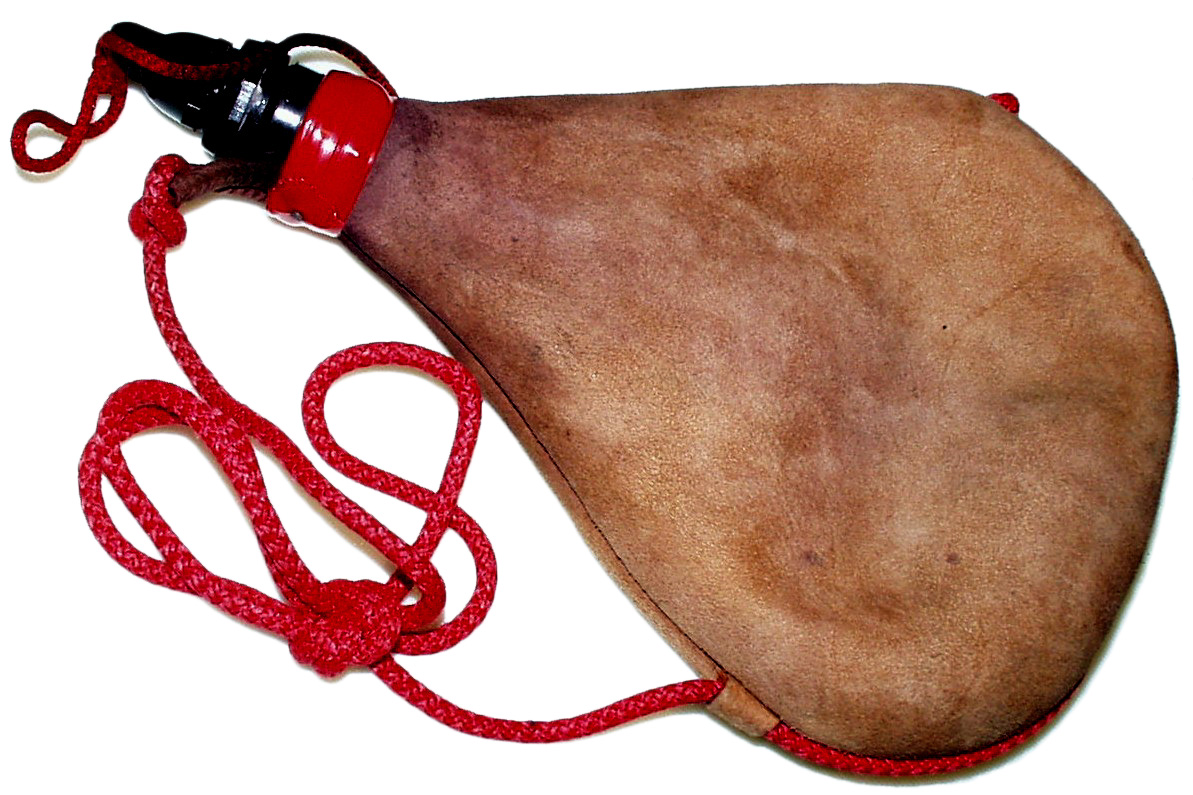
Trinkbeutel Bota

Als Bota de vino [ˈβota ðe ˈβino] oder kurz Bota bezeichnet man in Spanien einen Trinkbeutel aus Leder. Der traditionell hergestellte Beutel enthält im Inneren eine versiegelnde Beschichtung aus Pech und ist damit nur geeignet, mit Wein verwendet zu werden, modernere Versionen sind mit einer Gummi-Schicht ausgestattet und können damit auch mit anderen Getränken befüllt werden.
Der Trinkbeutel ist in Spanien das klassische Gefäß, welches Landarbeiter und Bauern mit zur Feldarbeit nahmen. Heutzutage ist der Lederbeutel oft als buntbedrucktes touristisches Souvenir anzutreffen, dennoch verwenden Spanier die klassische Bota durchaus im Freizeitbereich. Der Lederbeutel wird ursprünglich rein handwerklich hergestellt, die entsprechende Berufsbezeichnung heißt im Spanischen botero.
Da die Pechschicht des Lederbeutels recht empfindlich ist, sollte der Beutel ohne Lufteinschluss mit Wein befüllt liegend gelagert werden. Eine entleert gelagerte bota kann zur Benutzung erwärmt und dann aufgeblasen werden.